# Wick, Gloucestershire
Wick är en by i South Gloucestershire i Gloucestershire i England. Orten har 1 970 invånare (2001).